# Jennifer Lara
Jennifer Lara est une chanteuse jamaïcaine de reggae décédée le 11 juin 2005 à l'âge de 52 ans.
Jennifer Lara rejoint Studio One en 1969 après avoir quitté l'école. Son titre le plus connu est sans doute Consider Me sur le riddim I don't know why de Delroy Wilson. Elle a chanté également de nombreuses harmonies vocales pour des artistes tels que The Ethiopians, Dennis Brown, Freddie McGregor et The Jays.
Jennifer Lara était la sœur de Derrick Lara, chanteur de reggae.

## Discographie
- Studio 1 Presents Jennifer Lara (1974, Studio One)
- Dancehall Roots & Lovers (1994, Ras Records)
- Love Lifted Me (2002, Jet Star)
- Across The Line (Tappa Records)